# Frédéric Sabrou
Frédéric Sabrou, né à Paris en 1957, est un dramaturge français, auteur de pièces de théâtre. Il est également scénariste et acteur.

## Biographie
Il est élève de l'École nationale supérieure des arts appliqués et des métiers d'art et vit d'abord comme décorateur. En 1981, il entre au Cours d’Art Dramatique Jean Périmony. Il en sort avec un premier prix en 1984 et joue ensuite au théâtre pendant dix ans. En 1986, il crée une compagnie pour monter ses pièces. Son écriture explore tout d'abord des registres absurdes, satiriques ou poétiques. Il met en scène Amande et Byzance à Avignon puis L’Opéra de quat’fous au Théâtre de Nesle. Il amorce ensuite, avec La théorie du moineau, un virage vers la comédie sociale.
En 2003, Danger… public raconte les déboires d'une troupe de théâtre dont la salle est remplie de militants d'extrême droite. L'affiche est dessinée par Cabu,. La pièce est jouée pendant trois ans à Paris, avec plus de 300 représentations, au Théâtre Essaïon puis au Lucernaire.
Viennent ensuite Diète Party, mise en scène Xavier Letourneur, La Mémoire d’un autre mise en scène Catherine Schaub et Tiens, c'est bizarre, mise en scène par Gérard Savoisien. En 2021, il reçoit le prix de la Fondation Bajen à la SACD pour Un enfant dans le dos. Seuil de tolérance, mise en scène par Armand Éloi, est jouée à Avignon en 2021 et 2022,. En 2025, Frédéric Sabrou met en scène Vincent, son mari et sa femme au Théâtre Essaïon.
Auteur touche-à-tout, il a écrit également des fictions pour la télévision, des dessins animés, des sketches, de la radio et des chansons pour enfants. Gilles Costaz le considère comme un auteur artisan, qui « s’empresse de rire de tout de peur d’avoir à en pleurer »,.

## Œuvre théâtrale
- 1985 – Le Thâ (pour enfants)
- 1986 – Amande et Byzance
- 1987 – Mirabulies (pour enfants)
- 1988 – Au Clune de la Laire (pour enfants)
- 1989 – L’Opéra de quat’fous
- 1990 – Les Petites Voitures
- 1990 – Fric-Frac à Bronc-Ville
- 1992 – Camisole de farce
- 1993 – Les Sœurs Pot-de-fleurs (Fréquence Théâtre, Ed. de la Traverse)
- 1994 – L’Affaire Machin-Chose (Fréquence Théâtre, Ed. de la Traverse)
- 1997 – Les Exclusés (Éditions de L'Avant-scène[9])
- 1998 – Histoires à dormir debout (pour enfants)
- 2000 – La Théorie du moineau (Éditions de L'Avant-scène)
- 2001 – Sketches en kit (Fréquence Théâtre, Ed. de la Traverse)
- 2002 – La Comédie des travers (Éditions de L'Avant-scène)
- 2003 – Danger… public (Éditions de L'Avant-scène)
- 2008 – Diète Party (Fréquence Théâtre, Ed. de la Traverse)
- 2009 – La Mémoire d’un autre (Éditions Art et Comédie)
- 2014 – Tiens, c'est bizarre (Fréquence Théâtre, Ed. de la Traverse)
- 2015 – Le manège oublié (pour enfants)
- 2017 – Seuil de tolérance (Fréquence Théâtre, Ed. de la Traverse)
- 2018 – Un enfant dans le dos
- 2024 – Le tiroir de Woody Allen (Fréquence Théâtre, Ed. de la Traverse)
- 2024 – Le moral des ménages (Ed. Art et Comédie, côté jardin)
- 2025 – Vincent, son mari et sa femme (Ed. Art et Comédie, Quatrième mur)[10],[11]

## Télévision
Scénariste, il a collaboré à plusieurs séries de téléfilms : Louis Page, Père et Maire, Sœur Thérèse.com, Victor Sauvage, Camping Paradis ou Famille d'accueil. Il a écrit de nombreux 26 minutes notamment pour les séries de TF1 Intrigues, Mésaventures, Passion, Histoires d'Amour et Jamais deux sans toi...t. Il a également été auteur sur plusieurs séries de dessins animés comme Woofy, Les Rois et les Reines, P'tit cosmonaute, SamSam et Tobie Lolness,. Il a été l'un des auteurs de Nos chers voisins de 2013 à 2016.

## Littérature jeunesse
- 2006 – Le monstre de Morfesse (L'Harmattan)[15]
- 2024 – Le plus beau cadeau du monde (Gallimard jeunesse)[16]